# Suhl
Suhl is een kreisfreie Stadt in de Duitse deelstaat Thüringen. De stad telt 36.395 inwoners (31 december 2020). Van 1949 tot 1990 maakte Suhl deel uit van de DDR, als hoofdplaats van het gelijknamige Bezirk Suhl.
Sinds 2004 wordt op de eerste zaterdag van december Das Adventsfest der 100.000 Lichter live vanuit het Congress Centrum Suhl uitgezonden door ARD. Het programma waarmee de opening van de Duitse kerstmarkten wordt gevierd, wordt gepresenteerd door Florian Silbereisen.

## Stadsdelen

Stadsdelen van Suhl

- Albrechts
- Dietzhausen
- Gehlberg
- Goldlauter-Heidersbach
- Mäbendorf
- Schmiedefeld am Rennsteig
- Vesser
- Wichtshausen

## Partnersteden
- Bègles (Frankrijk), sinds 1962[bron?]
- Kaluga (Rusland), sinds 1969[bron?]
- České Budějovice (Tsjechië), sinds 1979[bron?]
- Leszno (Polen), sinds 1984[bron?]
- Würzburg (Duitsland), sinds 1988[bron?]
- Lahti (Finland), sinds 1988[bron?]
- Smoljan (Bulgarije), sinds 1998[bron?]

## Geboren
- Johann Ernst Rembt (1749-1810), organist en componist
- Fritz Reitz (1858-1946), componist en dirigent
- Wilhelm Cuno, (1876-1933), Rijkskanselier
- Mario Kummer (1962), wielrenner
- Dagmar Neubauer (1962), sprintster
- Sandra Hüller (1978), actrice
- Jens Filbrich (1979), langlaufer
- Andi Langenhan (1984), rodelaar
- Franz Göring (1984), langlaufer
- Erik Lesser (1988), biatleet

## Demografie
| Peildatum             | 31.12.2009 | 31.12.2010 | 31.12.2011 | 31.12.2012 | 31.12.2013 | 31.12.2014 | 31.12.2015 | 31.12.2016 | 31.12.2017 | 31.12.2018 |            |
| --------------------- | ---------- | ---------- | ---------- | ---------- | ---------- | ---------- | ---------- | ---------- | ---------- | ---------- | ---------- |
| Inwoners              | 39.526     | 38.776     | 36.570     | 35.967     | 35.665     | 36.208     | 36.778     | 35.608     | 35.166     | 34.835     |            |
| Buitenlanders         | 1.052      | 1.023      | 586        | 645        | 787        | 1.763      | 2.887      | 2.336      | 2.452      | 2.654      |            |
| Aandeel buitenlanders | 2,7%       | 2,6%       | 1,6%       | 1,8%       | 2,2%       | 4,9%       | 7,8%       | 6,6%       | 7,0%       | 7,6%       |            |
| Peildatum             | 31.12.1998 | 31.12.1999 | 31.12.2000 | 31.12.2001 | 31.12.2002 | 31.12.2003 | 31.12.2004 | 31.12.2005 | 31.12.2006 | 31.12.2007 | 31.12.2008 |
| Inwoners              | 50.182     | 49.206     | 48.025     | 46.765     | 45.569     | 44.529     | 43.652     | 42.689     | 41.861     | 41.015     | 40.173     |
| Buitenlanders         | 1.167      | 1.085      | 1.085      | 1.048      | 1.042      | 1.009      | 1.051      | 1.029      | 1.059      | 1.026      | 1.044      |
| Aandeel buitenlanders | 2,3%       | 2,2%       | 2,3%       | 2,2%       | 2,3%       | 2,3%       | 2,4%       | 2,4%       | 2,5%       | 2,5%       | 2,6%       |

## Trivia
- In 1989 werd begonnen met de aanleg van een trolleybuslijn die echter nooit in dienst werd genomen.

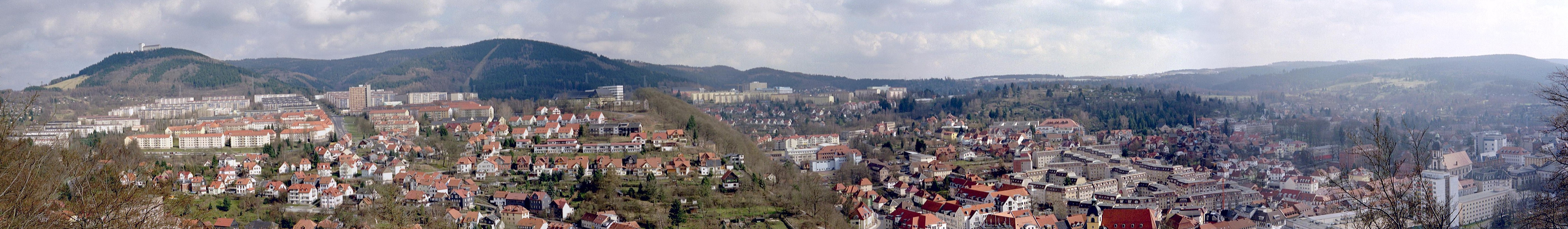
Panoramafoto van Suhl